# Атлетико Верагуэнсе
«Атлетико Верагуэнсе» (исп. Club Atlético Veragüense) — панамский футбольный клуб из города Сантьяго-де-Верагуас, выступающий в Лиге Панаменья, сильнейшем дивизионе Панамы.

## История
Футбольный клуб «Атлетико Верагуэнсе» был основан в 2003 году.Клуб существовал и раньше , но носил другое имя. Название команда получила в честь панамской провинции Верагуас. Наивысшим достижением клуба является выход в финал турнира в 2005 году. Домашние матчи проводит на небольшом (вмещает 2 500 зрителей) стадионе Токо Кастильо. 

## Достижения
- Чемпионат Панамы по футболу: 
  - Вице-чемпион (1): 2005 Кл